# Saint-Germain HC
Le Saint-Germain-en-Laye Hockey Club est un club français de hockey sur gazon de Saint-Germain-en-Laye, ancienne section du Stade saint-germanois créée en 1927. 
Il utilise les deux terrains de hockey du stade Georges-Lefèvre, près du Camp des Loges dans la forêt domaniale de Saint-Germain-en-Laye.
En 2006-2007 le Club alignait quatre équipes masculines et deux équipes féminines, ainsi que des équipes enfants dans toutes les catégories. Le joueur en activité le plus jeune a 6-7 ans, et le plus ancien, 57. Le Club possède une excellente école de hockey sur gazon, qui alimente en joueurs ses équipes adultes.
Le club fête ses premiers titres de champions de France (hommes et femmes) en 2006.

## Palmarès
- Hommes :
  - Champion de France masculin : 2006, 2007, 2008, 2009, 2013, 2014, 2018, 2019
  - Coupe de France : 2006, 2007
- Femmes :
  - EuroHockey Clubs Champions Challenge I : 2009 à Vienne (équipe première féminine)
  - Champion de France féminin : 2006, 2008, 2025

## Galerie d'images

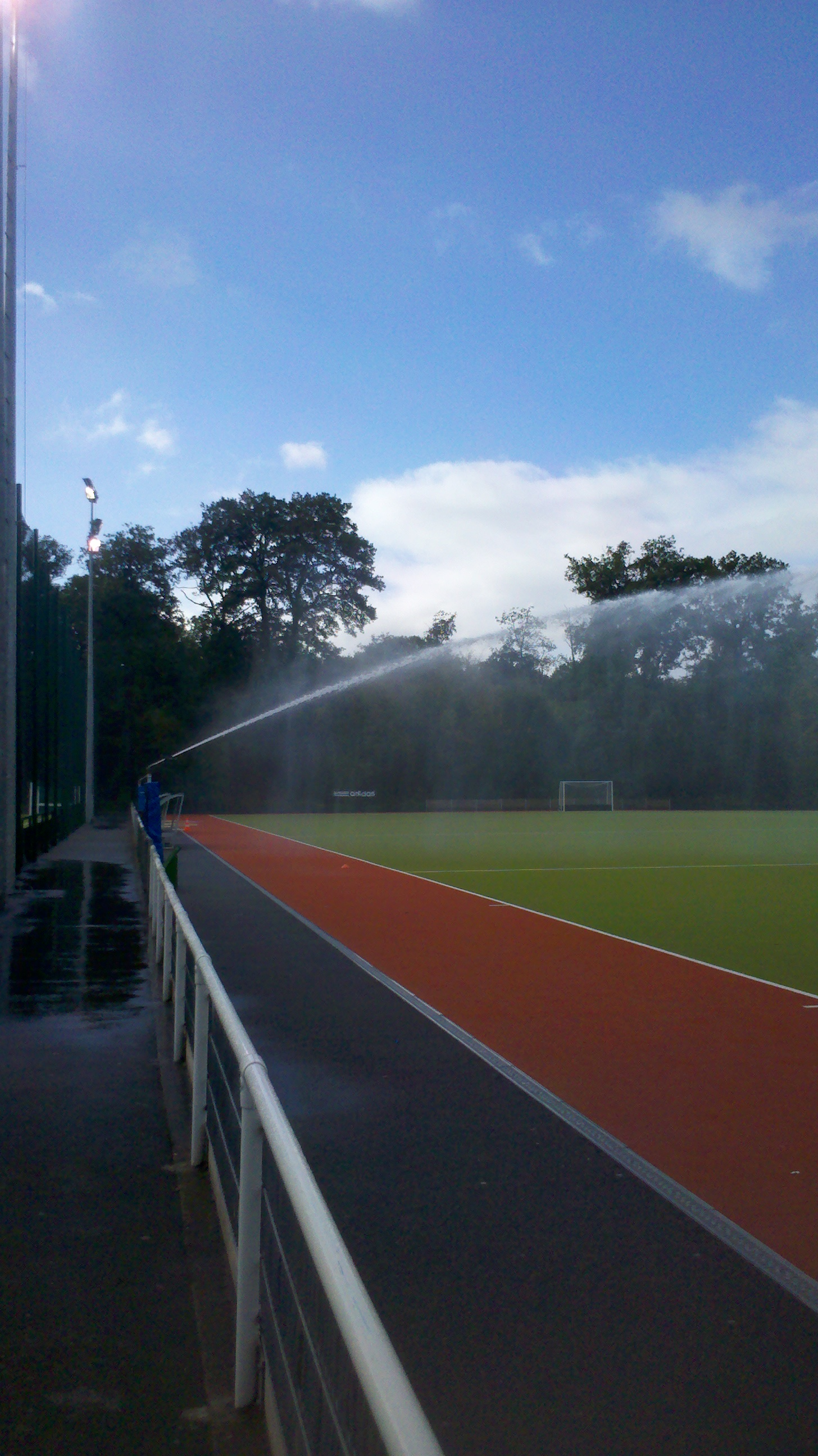
Arrosage du terrain du Saint-Germain-en-Laye Hockey Club
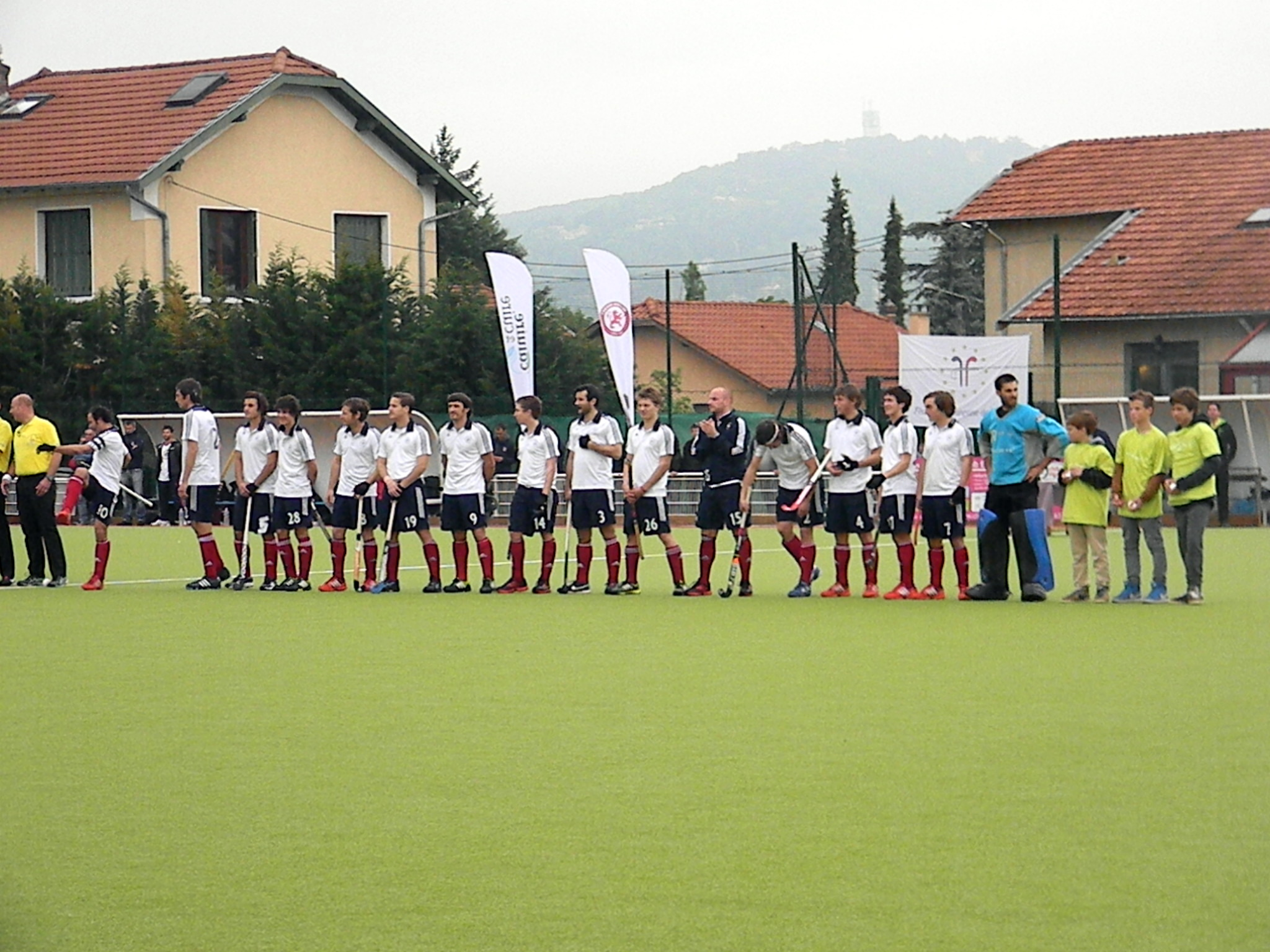
L’équipe du SGHC en finale du championnat de France 2013 face à Lille
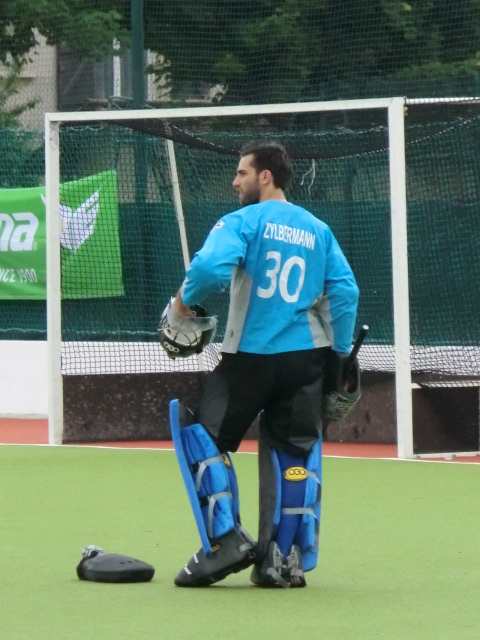
Martin Zylbermann
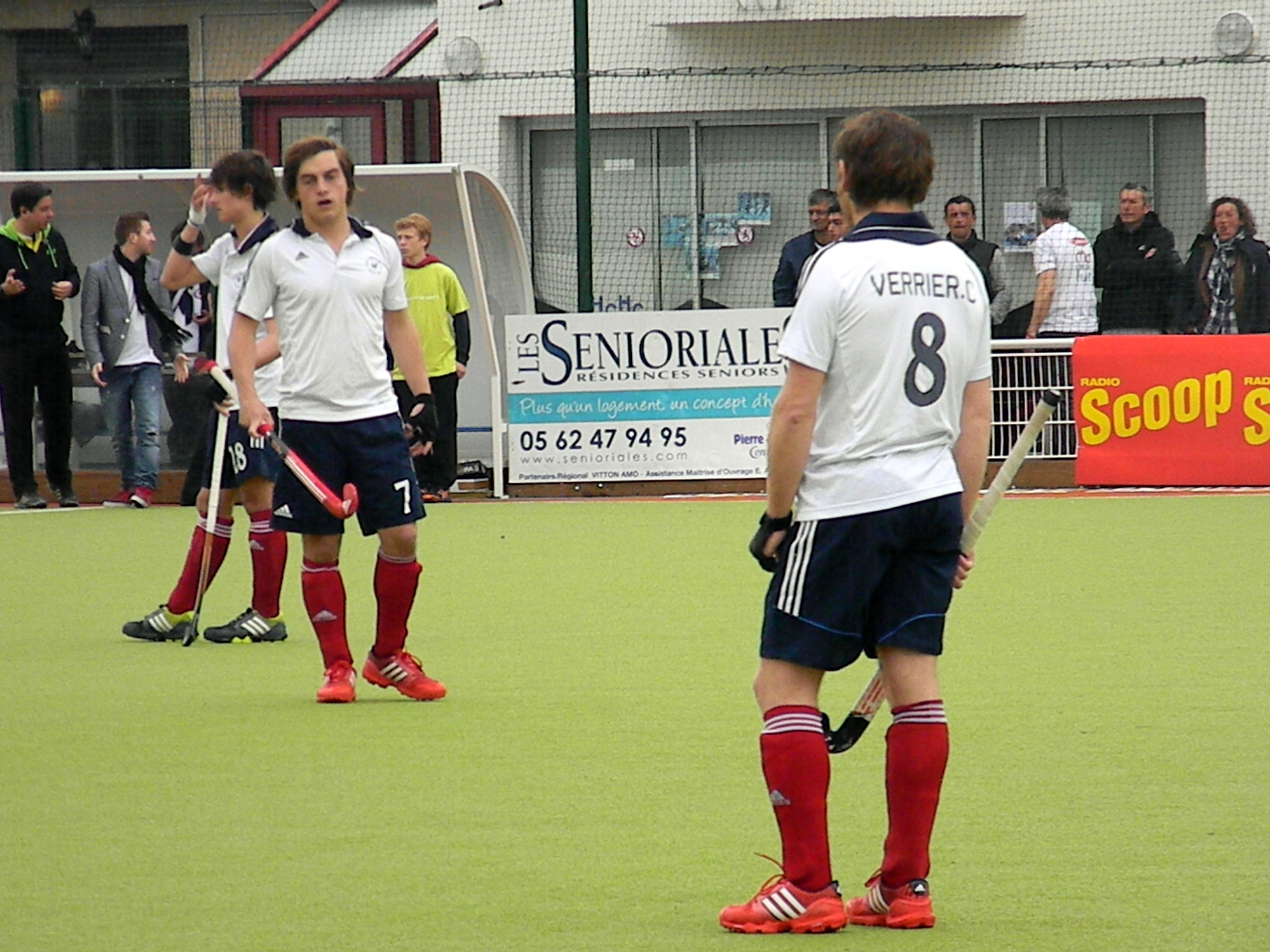
Hugo Genestet et Charles Verrier lors de la finale du championnat de France 2013